# Barum (Suécia)
Barum é uma pequena localidade da Suécia, situada na província histórica da Escânia.

Tem cerca de  54 habitantes, e pertence à Comuna de Kristianstad.

Tem uma ligação fluvial com a ilha de Ivö no meio do lago Ivö.

Na sua proximidade foi encontrado em 1939 o esqueleto da Mulher de Barum, datado para 6 000 a.C..

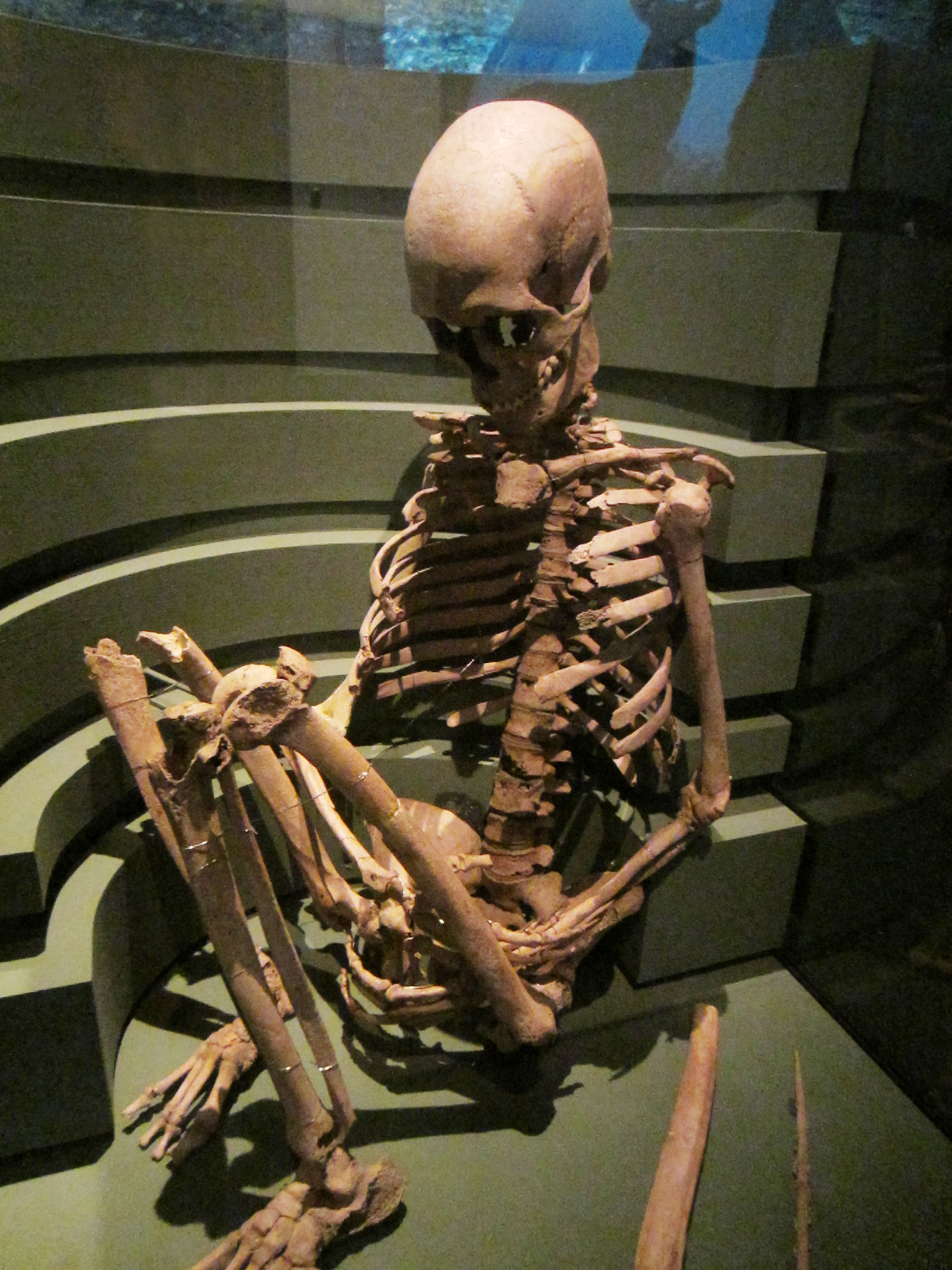
A Mulher de Barum